# Classificador nominal
Um classificador nominal é uma palavra ou morfema usado em algumas línguas em conjunto com um numeral para indicar uma quantidade de algum substantivo. Em línguas que tem classificadores numerais, estes são frequentemente utilizados quando o substantivo está sendo contado ou especificado. Classificadores não são utilizados em inglês nem em português (por exemplo, "pessoa" é um substantivo, e para dizer "três pessoas" nenhuma palavra extra é necessária), mas é comum nas línguas asiáticas a utilização de outra palavra, onde o equivalente a "três pessoas" é frequentemente "três [classificador nominal] pessoas"